# Rickettsiaceae
Le Rickettsiaceae sono una famiglia di batteri. Il genere Rickettsia è quello più importante presente. Da questa famiglia si pensa possano provenire i batteri che sono andati a generare i mitocondri (un organulo fondamentale delle cellule eucariotiche).  Il genere Rickettsia comprende molte specie patogene per gli umani; tuttavia gran parte del loro ciclo vitale avviene all'interno di organismi ospite di artropodi, quali zecche (ixodida) o pidocchi. La trasmissione ai mammiferi avviene per morso dell'artopode.
Fanno parte di questa famiglia batteri Gram-negativi, i quali sono molto sensibili all'esposizione ambientale per cui sono obbligati ad una infezione intracellulare.  Rickettsia rickettsii è considerato l'organismo prototipo di questo gruppo.

## Genomica
Analisi di genomica comparativa hanno identificato tre proteine, RP030, RP187 and RP192, presenti in maniera ubiquitaria in tutti i membri della famiglia Rickettsiaceae ed è adoperato come marcatore per questa famiglia. Inoltre, sono stati identificati dei segnali conservati di avvenute delezioni e inserzioni (indel) in varie proteine estremamente specifici per le specie di Rickettsiaceae, incluso un inserto all'interno del fattore di riparazione Mfd, un inserto di 10 amminoacidi nella proteina ribosomiale L19, un inserto monoamminoacidico sia in FtsZ sia nel fattore sigma 70 maggiore e una delezione di un amminoacido nella proteina esonucleasi VII.